# Enrique Gil Botero
Pour les articles homonymes, voir Botero.
Enrique de Jesús Gil Botero, né le 9 décembre 1953 à Fredonia, Antoquia, est un avocat et un homme politique colombien. Il a notamment occupé les postes de président du Conseil d'État de Colombie (2008-2009) et de Ministre de la Justice et de la Loi (2017-2018), en remplacement de Jorge Eduardo Londoño.

## Biographie
Gil Botero est un avocat d'Antioquia, membre du Parti conservateur colombien et ministre de la Justice sous le gouvernement du président Juan Manuel Santos. Il a été conseiller d'État, plaideur, arbitre pour la Chambre de commerce de Medellín pour Antioquia, professeur et membre de la Commission interaméricaine des droits de l'homme.

### Présidence d'Álvaro Uribe Vélez
En 2008, il a été élu juge du Conseil d'État, occupant le poste vacant du juge Ricardo Hoyos Duque, également d'Antioquia et conservateur. Gil Botero était soutenu par le ministre de l'Intérieur Carlos Holguin Sardi et le président Álvaro Uribe.
Il a été président du Conseil d'État entre 2008 et 2009. Au cours de cette dernière année, son frère Luciano Gil Botero, ingénieur électricien, qui discutait avec deux amis sur la voie publique, a été abattu par deux hommes à moto.

### Présidence de Juan Manuel Santos
Après avoir terminé sa période au Conseil d'État, Gil Botero a été entrepreneur pour le bureau du procureur général. Ces contrats ont suscité des controverses, selon l'opinion publique, car ils correspondaient à des paiements pour le vote du juge Gil Botero de l'époque pour la continuité du procureur Eduardo Montealegre dans son poste.
Le 16 juillet 2015, Gil Botero a été élu membre de la Commission interaméricaine des droits de l'homme pour la période 2016 - 2019, sur proposition de la ministre colombienne des Affaires étrangères María Ángela Holguín devant l'OEA. En 2016, il a été rapporteur spécial de la Commission au Mexique.
Toujours au cours de l'année 2016, Gil Botero était à la une nationale dans l'intérêt de son parti, le Parti conservateur colombien, de l'avoir sur la liste pour élire le nouveau procureur général de la Nation et conserver ladite entité pour le parti.
De cette manière, son parti a proposé le nom de Gil Botero au président, ainsi que ceux de Wilson Ruiz et Jaime Arrubla Paucar, pour choisir son ternaire. Santos a finalement choisi María Mercedes López.
Cependant, son parti a continué à avoir un intérêt à ce que Gil Botero occupe l'un des postes les plus élevés de l'État et ainsi, dans les premiers jours de 2017, le nouveau président du parti conservateur, le sénateur Hernán Andrade, a proposé au président Juan Manuel Santos considérer Gil pour combler l'un des quatre postes vacants à la Cour constitutionnelle de Colombie.
Enfin, Santos a choisi de nommer Gil Botero au poste de ministre de la Justice de Colombie, en remplacement de Jorge Londoño le 24 février 2017.

## Études
Enrique Botero Gil est un avocat diplômé de l'Université d'Antioquia, avec une spécialisation en droit administratif de l'Université pontificale bolivarienne de Medellín et en droit constitutionnel de l'Université de Salamanque en Espagne. Il est également diplômé du Programme de haut gouvernement de l'École de gouvernement Alberto Lleras Camargo de l'Université des Andes.

## Vie professionnelle
Gil Botero a fondé en 1993, avec d'autres professionnels du droit (parmi lesquels l'ancien juge de la Cour suprême de justice Javier Tamayo Jaramillo, le rédacteur de traités et universitaire Gilberto Martínez Rave et également l'ancien conseiller d'État Ricardo Hoyos Duque), l'IARCE.

### Postes publics et privés
- Avocat plaidant devant la Juridiction Contentieuse Administrative (1984-2006).

- Juge associé au Tribunal Contentieux Administratif d'Antioquia (1988-1998).

- Juge associé au Conseil d'État, troisième section (1997-2006).

- Arbitre de la Chambre de commerce de Medellin pour Antioquia (1984-2006).

- Conseiller d'État de Colombie (2008-2015) [8].

- Président du Conseil d'État de Colombie (2008-2009).

- Membre de la Commission interaméricaine des droits de l'homme (2016-2017).

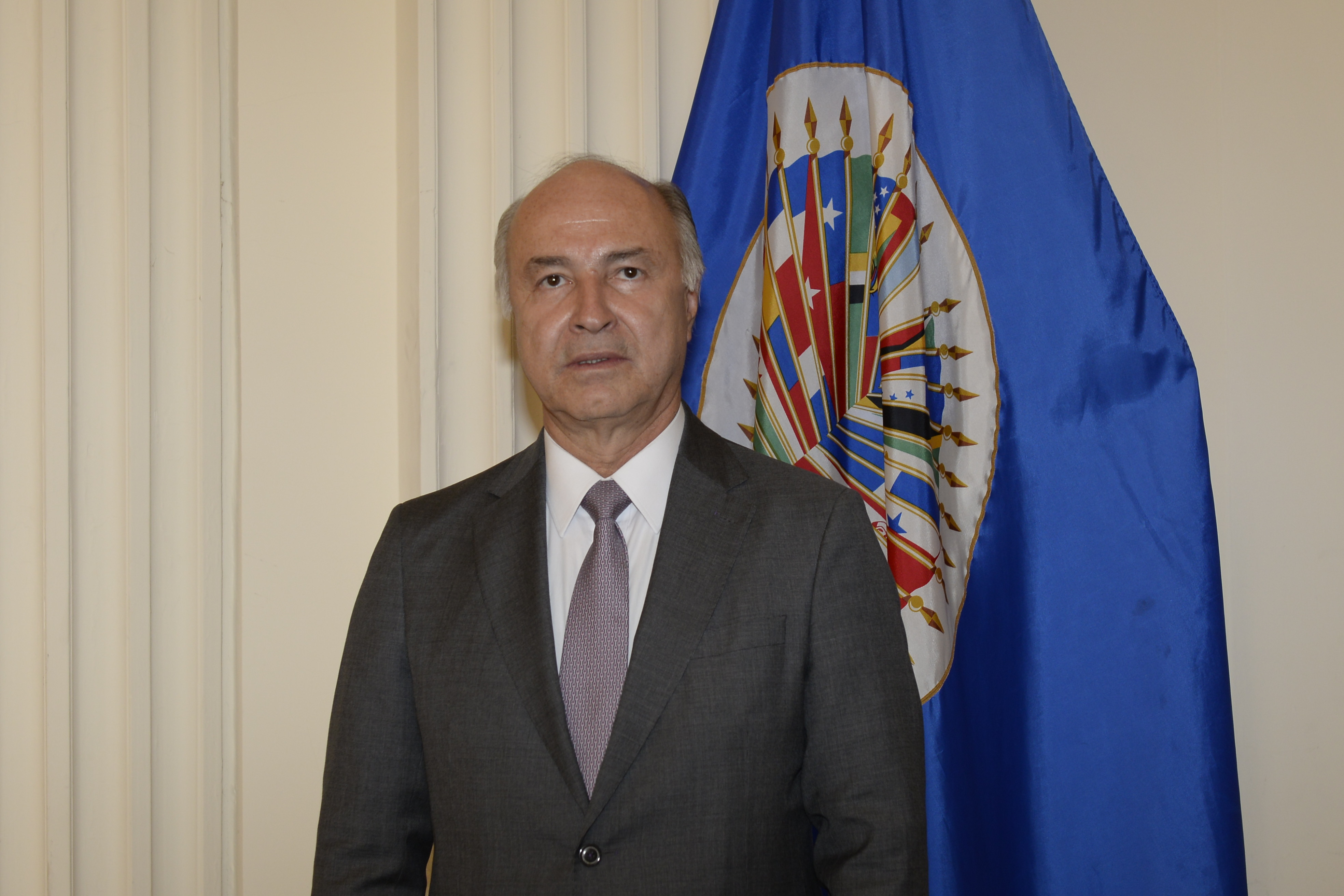
Gil Botero, en tant que membre de la Commission interaméricaine des droits de l'homme

### Professeur dans des institutions académiques
Il s'est également démarqué au sein de l'académie, en tant que professeur dans les universités suivantes:
- Université de Medellin (1981-1992), (1994-2002).

- Université d'Antioquia (1990-1996).

- Université pontificale bolivarienne (1993-2015).

- Université de San Buenaventura (1993-2015).

## Conseiller d'Etat
Gil Botero a accompli un travail remarquable au Conseil d'Etat ; il a été élu président du tribunal de grande instance en 2008, après seulement quelques mois comme magistrat.
Idéologiquement, Gil Botero était dans le bloc des magistrats proches du président Álvaro Uribe et des positions conservatrices. Il a été rapporteur de nombreuses procédures de réparation administrative par l'État colombien,.
Le processus le plus notable de tous, et qui a généré une grande activité médiatique dans le pays, a été la condamnation de l'État pour les crimes du groupe paramilitaire Los Doce Apóstoles (Les Douze Apôtres), qui aurait été dirigé par le frère de l'ancien président Álvaro Uribe, Santiago Uribe Vélez, qui a fait face à un processus pour son financement. En 2013, Gil Botero avait souligné que ledit groupe paramilitaire était financé par des commerçants de sa zone d'influence ; il avait le soutien de la force publique et de l'Église catholique concernant ces déclarations. De même, Gil Botero a condamné l'État à répondre du massacre d'El Aro, survenu dans l'arrondissement municipal du même nom dans la municipalité d'Ituango, Antioquia en 1997, où 15 paysans sans défense ont perdu la vie. Là, plusieurs habitants ont été dépossédés de leurs biens et déplacés de leur territoire également.
Au cours de ses derniers mois en tant que magistrat, Gil Botero a voté en faveur du maintien du mandat de quatre ans du procureur Eduardo Montealegre jusqu'en 2016 et du non maintien du mandat institutionnel, avec lequel le mandat du procureur se terminerait en 2014. 20 des 23 voix , ils étaient favorables à la position prise par Gil Botero.

## Ministre de la Justice
Le 24 février 2017, Gil Botero a été nommé par le président Juan Manuel Santos au poste de ministre de la Justice et du Droit; Santos a défini Gil comme un juriste avec les meilleures références et lui a confié la tâche principale de contribuer de la Justice afin que la Colombie continue à se consolider en tant qu'alliée des droits des Colombiens, à commencer par un droit suprême, le plus sublime de toute société, qui est le droit à la paix.
Lorsqu'il a commencé son mandat à la tête du ministère de la Justice, ses principaux défis étaient : mener à bien le Plan décennal de justice et continuer à promouvoir la Juridiction spéciale pour la paix (JEP), qui n'avait besoin que d'un débat de plus pour être approuvé par le Congrès, lorsque Gil Botero a pris ses fonctions. La JEP est un élément fondamental de l'accord de paix conclu avec les FARC.
Il a pris ses fonctions le 9 mars 2017 à la Casa de Nariño. A cette époque, le président Juan Manuel Santos avait annoncé que le gouvernement chercherait un accord avec les tribunaux de grande instance sur les questions sensibles de justice, à l'initiative du nouveau chef du ministère de la Justice.

## Secrétaire général de la COMJIB
Le 25 juillet 2019, Botero Gil a été nommé secrétaire général de la COMJIB (Conférence des ministres de la justice des pays ibéro-américains),. L'objectif principal de cette organisation est de renforcer la coopération sur les questions de justice entre ses membres associés, par l'adoption de traités juridiques, ainsi que de résolutions et de recommandations pour les pays membres de l'organisation. Un autre objectif de l'organisation est d'analyser et de discuter des réformes possibles des systèmes pénitentiaires des pays membres.